# 울고 넘는 박달재
〈울고 넘는 박달재〉는 1948년 박재홍이 부른 트로트 곡이다.
반야월 작사, 김교성 작곡의 곡으로, 발표했을 때부터 인기를 끌며 박재홍은 대스타가 되었고 노래에 담긴 서민적인 정서가 공감을 얻어 이후로도 오랫동안 애창되고 있다. 반야월이 악극단 지방순회 공연 중 충주에서 제천으로 가는 길에 농부 내외인 듯한 남녀의 이별 장면을 목격하고 작사했다는 일화가 있다.
"천등산 박달재를 울고 넘는 우리 님아"라는 가사로 시작되며, 비 오는 날 박달재에서 이별한 뒤 홀로 남은 화자가 가슴이 터지도록 울면서 소리치는 내용이다. 2절 마지막 부분의 "한사코 우는구나 박달재의 금봉이야"라는 노랫말 중에 "금봉이"라는 이름이 나오는데, 박달이라는 선비와 금봉이의 사연으로 각색되어 구전 전설이 되었다. 제천시에서는 이 전설 속의 인물들을 박다리와 금봉이라는 캐릭터로 마스코트화하기도 했다.
한국방송의 성인가요 전문 프로그램인《가요무대》가 2005년 방송 20돌을 맞아 가장 많이 불렸던 노래를 조사해 발표했을 때, 방송 횟수 전체 1위를 차지했다. 제천시 국도변에 박달재휴게소 입구에는 노래 가사를 적어넣은 박달재 노래비가 세워져 있다.
가사 첫머리에 등장하는 “천등산 박달재~” 때문에 많은 사람들이 박달재가 천등산을 넘는 고개인 것으로 착각한다. 그러나 천등산은 충청북도 제천시와 충주시 경계에 있는 산으로, 이 산을 넘는 고개의 이름은 다릿재이다. 박달재는 제천시 봉양읍과 백운면을 연결하는 고개이다.

## 같이 보기
- 천등산
- 박달재

## 참고 자료
- 왕성상 (2005년 11월 1일). “지역 따라 노래 따라 | 제천시 편 〈울고 넘는 박달재〉” (PDF). 우리문화. 52~55면. 2008년 2월 16일에 확인함.
- 옥선희 (2002년 3월 11일). “[땅이름] 박달재”. 주간한국. 2008년 2월 16일에 확인함.
- 이준희. “한국 가요사 개설 3”. 가요114. 2007년 1월 11일에 원본 문서에서 보존된 문서. 2008년 2월 16일에 확인함.